# Електронна комерція B2B
Електронна комерція B2B, скорочення від електронної комерції «бізнес-бізнес» — це продаж товарів або послуг між підприємствами через онлайн-портал продажів. Загалом він використовується для підвищення ефективності та результативності продажів компанії. Замість отримання замовлень за допомогою людських ресурсів (торгових представників) вручну — по телефону чи електронною поштою — замовлення надходять у цифровому вигляді, що зменшує накладні витрати